# Quintessence (Malicorne)
Pour les articles homonymes, voir Quintessence.
Albums de Malicorne
Malicorne 4
(1977) L'extraordinaire Tour de France...
(1978)
Quintessence (sous-titre : Petit sommaire de leur plus belles chansons...) est un album de compilation du groupe folk français Malicorne, sorti en 1977. Il regroupe quelques-uns des meilleurs titres publiés pendant la première époque du groupe, la période 1974–1977. 

## Historique
Cette compilation, la première de Malicorne, contient des titres provenant des quatre premiers (et précédents) albums du groupe : Malicorne 1 (Colin), Malicorne 2 (le Mariage Anglais), Almanach et Malicorne 4 (Nous sommes chanteurs de sornettes), ainsi que « Martin », un titre jusque-là inédit sur album mais qui était déjà sorti début 1975 en 45 tours. Gabriel Yacoub avait appris ce titre de sa grand-mère. 
On y retrouve les chansons et danses traditionnelles aux arrangements teintés de musique progressive qui ont fait la renommée du groupe.

## Liste des titres
Source
| 1. | Martin (inédit sur album) | Single (1975)      | 3:20 |
| 2. | Branle de la haie         | Almanach (1976)    | 2:05 |
| 3. | Le Mariage anglais        | Malicorne 2 (1975) | 3:56 |
| 4. | Landry                    | Malicorne 1 (1974) | 4:01 |
| 5. | Couché tard, levé matin   | Malicorne 4 (1977) | 2:55 |
| 6. | Bourrée                   | Malicorne 1        | 2:20 |

| 7.  | J'ai vu le loup, le renard et la belette | Malicorne 2 | 2:27 |
| 8.  | Dame lombarde                            | Malicorne 1 | 3:04 |
| 9.  | Les Tristes Noces                        | Almanach    | 7:42 |
| 10. | Bacchu-ber                               | Malicorne 4 | 1:58 |
| 11. | Marions les roses                        | Malicorne 2 | 3:28 |

## Personnel
- Gabriel Yacoub
- Marie Yacoub
- Hughes de Courson
- Laurent Vercambre
- Olivier Zdrzalik-Kowalski sur # 5 et # 10

## Autres compilations de Malicorne
- 1989 : Légende, deuxième époque
- 1996 : Vox
- 2005 : Marie de Malicorne

## Sources et références
1. ↑  « Malicorne – Quintessence (vinyle) », sur discogs.com (consulté le 22 juin 2020)
2. 1 2  « Malicorne – Quintessence (CD) », sur discogs.com (consulté le 22 juin 2020)
3. ↑  "Malicorne" par Arnaud Choutet, Édition Le Mot et le Reste, Juin 2016, p. 40.
4. ↑  Témoignage de Gabriel lui-même entendu dans le film "Chantier d'été" réalisé par Olivier Kowalski, disponible en bonus sur le DVD Concert exceptionnel aux Francofolies de La Rochelle (2011).
5. ↑  « Malicorne – Quintessence », sur www.discogs.com, juin 2021 (consulté le 23 juin 2021)